# گورستان دمبی کندور
قبرستان دمبی کندور مربوط به سده‌های متاخر دوران‌های تاریخی پس از اسلام است و در شهرستان سرباز، بخش پیشین، دهستان پیشین، ۲۰۰ متری غرب روستای کندور واقع شده و این اثر در تاریخ ۲۷ اسفند ۱۳۸۷ با شمارهٔ ثبت ۲۶۴۷۲ به‌عنوان یکی از آثار ملی ایران به ثبت رسیده است.